# Ben Elton
Benjamin Charles Elton (Catford, 3 maggio 1959) è un comico, scrittore, sceneggiatore e attore britannico.
Nel 1980, lasciò l'università per diventare attore e autore comico. Ben presto, diventò una delle figure centrali della comicità alternativa britannica degli anni ottanta; ha ottenuto vari successi come autore di testi e producendo musical.

## Romanzi
- Stark (1989)
- Gridlock (1991)
- This Other Eden (1993)
- Popcorn (1996)
- Blast from the Past (1998)
- Inconceivable (1999)
- Dead Famous (2001)
- High Society (2002)
- Past Mortem (2004)
- The First Casualty (2005)
- Chart Throb (2006)
- Blind Faith (2007)
- Meltdown (2009)
- Two Brothers (2012)
- Time and Time Again (2014)

## Filmografia

### Sceneggiatore
- There's Nothing to Worry About! – miniserie TV (1982)
- The Young Ones – serie TV, 12 episodi (1982-1984)
- Alfresco – serie TV, 13 episodi (1983-1984)
- Spitting Image – serie TV, 3 episodi (1984)
- Happy Families – serie TV, 6 episodi (1985)
- Blackadder – serie TV, 18 episodi (1986-1989)
- Filthy Rich & Catflap – serie TV, 6 episodi (1987)
- Mr. Bean – serie TV, 1 episodio (1990)
- Sbirri da sballo (The Thin Blue Line) – serie TV, 14 episodi (1995-1996)
- Casa Shakespeare (All Is True), regia di Kenneth Branagh (2018)

### Sceneggiatore e regista
- Maybe Baby (2000)

### Attore
- There's Nothing to Worry About! – miniserie TV (1982)
- The Young Ones – serie TV, 5 episodi (1982-1984)
- Alfresco – serie TV, 13 episodi (1983-1984)
- Happy Families – serie TV, 1 episodio (1985)
- Blackadder – serie TV, 1 episodio (1987)
- French and Saunders – serie TV, 1 episodio (1988)
- Molto rumore per nulla (Much Ado About Nothing), regia di Kenneth Branagh (1993)
- Harry Enfield & Chums – serie TV, 1 episodio (1994)
- Sbirri da sballo (The Thin Blue Line) – serie TV, 1 episodio (1995)

### Produttore
- Sbirri da sballo (The Thin Blue Line) – serie TV, 14 episodi (1995-1996)